# Phyllodactylus duellmani
Phyllodactylus duellmani (листопалий гекон Дуеллмана) — вид геконоподібних ящірок родини Phyllodactylidae. Ендемік Мексики. Вид названий на честь американського герпетолога Вільяма Едварда Дуеллмана.

## Поширення і екологія
Phyllodactylus duellmani поширені в басейні річки Бальсас в штатах Мічоакан і Герреро на південному заході Мексики. Вони живуть в сухих тропічних лісах і серед скель.